# باوما
باوما (بالألمانية: Bauma) هي إحدى بلديات مقاطعة فافيكون في كانتون زيورخ بسويسرا. تبلغ مساحتها 20.91 كيلومتر مربع، ويُقدر عدد سكانها بـ4307 نسمة (حسب تعداد ديسمبر 2013).

## أعلام
- أدولف كاغي